# 10689 Pinillaalonso
10689 Pinillaalonso eller 1981 DZ1 är en asteroid i huvudbältet som upptäcktes den 28 februari 1981 av den amerikanska astronomen Schelte J. Bus vid Siding Spring-observatoriet. Den är uppkallad efter Noemi Pinilla-Alonso.
Asteroiden har en diameter på ungefär 13 kilometer.